# Al-Mustadī'

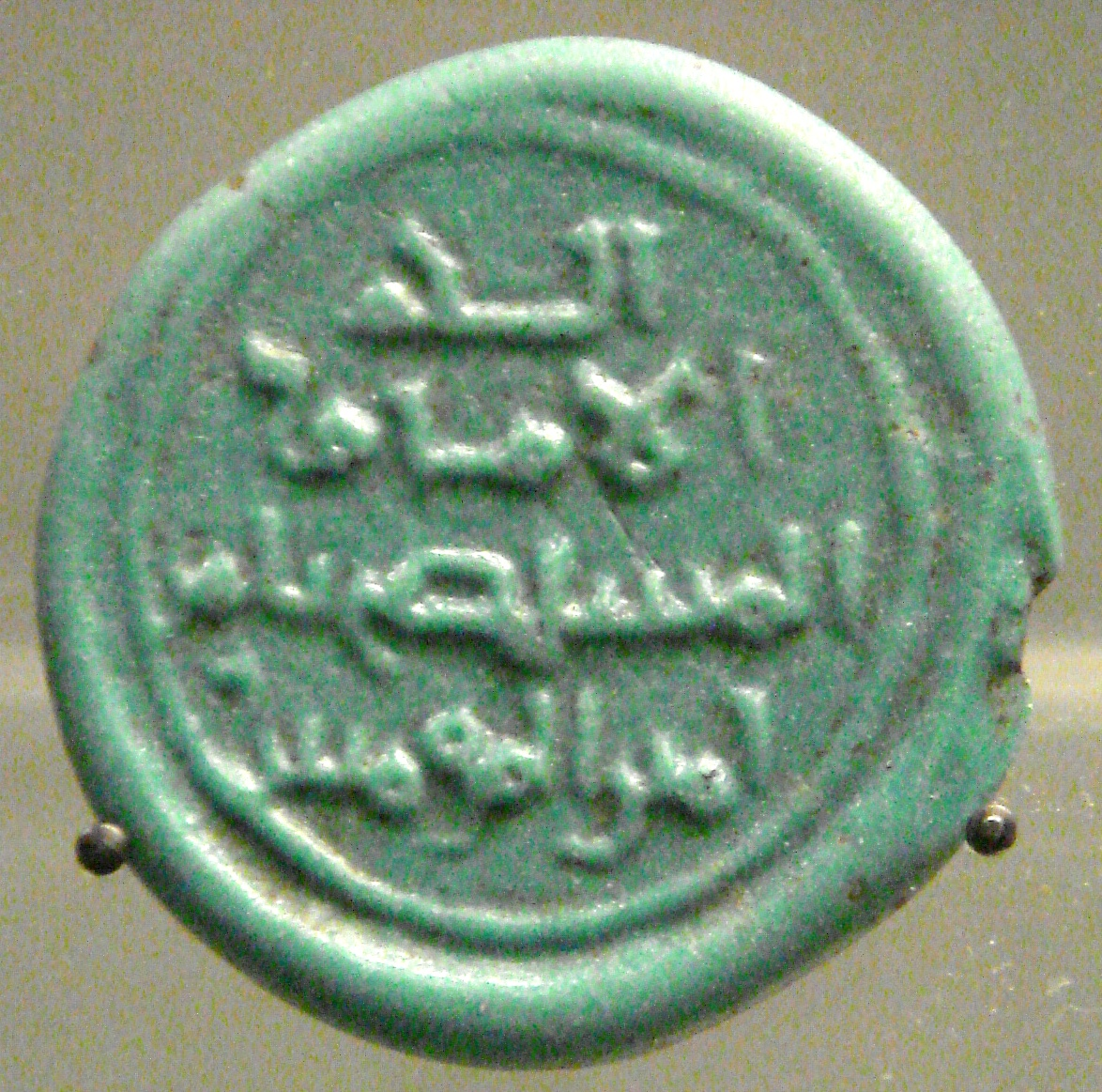
Türkise Glasprägung des al-Mustadī' im Britischen Museum

Abū Muhammad al-Hasan ibn al-Mustandschid (arabisch أبو محمد الحسن بن المستنجد, DMG Abū Muḥammad al-Ḥasan ibn al-Mustanǧid; * 1142; † 30. März 1180) mit dem Thronnamen al-Mustadī' bi-amr Allāh (المستضيء بأمر الله / al-Mustaḍīʾ bi-amr Allāh / ‚der vom Befehl Gottes Erleuchtete‘) war der dreiunddreißigste Kalif der Abbasiden (1170–1180).

## Geschichte
Al-Mustadī', der Nachfolger seines Vaters al-Mustandschid (1160–1170), gilt in der muslimischen Geschichtsschreibung als frommer und vorbildlicher Herrscher. Dies ist vor allem auf seine Förderung der Traditionsgelehrten sowie die großzügige Unterstützung, die er den Schulen der Hanbaliten zukommen ließ, zurückzuführen. Zu den wichtigsten Gelehrten unter seiner Herrschaft gehörte Ibn al-Dschauzī, ebenfalls ein Hanbalit, der zu seiner Zeit in Bagdad eine rege Tätigkeit als Lehrer, Prediger und Autor entfaltete.
Politisch war al-Mustadī' eher unbedeutend. Immerhin gerieten die Kalifen nicht wieder unter die Kontrolle der Seldschuken. Al-Mustadī' starb am 30. März 1180. Thronfolger wurde sein Sohn an-Nāsir (1180–1225).

## Familie, Nachkommen, Konkubinen

### Konkubinen
- Banafschā al-Rūmiyya (gest. 1201), byzantinische Sklavin.[2]
- Scharaf Chatun al-Turkiyya (gest. 1211), später freigelassene Sklavin, welche Mutter seines Sohnes Abu Mansur Haschim war.[3]